# SEAD

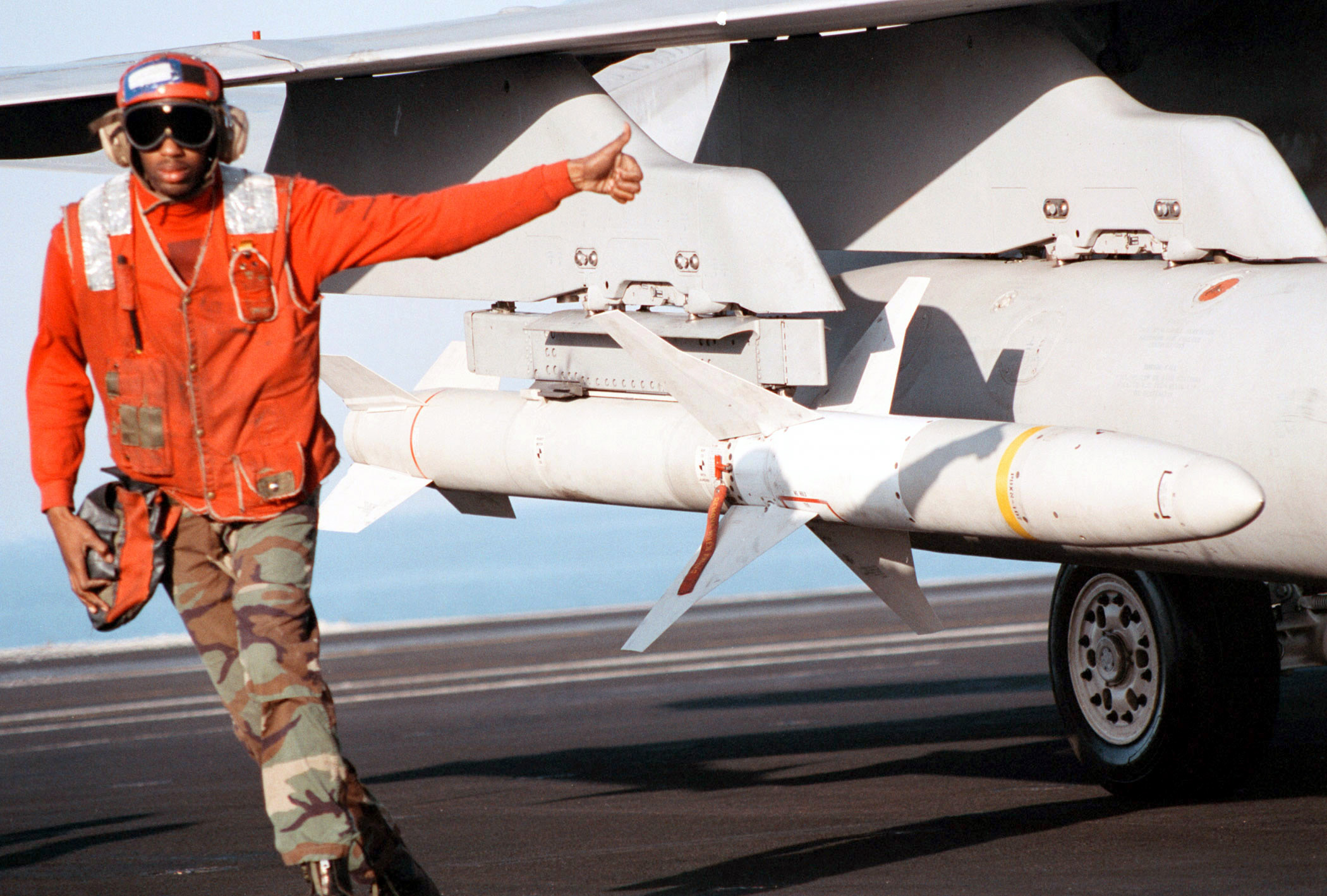
Missile HARM imbarcato su F-18C US Navy

La soppressione delle difese aeree nemiche, nota come SEAD (Suppression of Enemy Air Defences), è quella tipologia di attacchi aerei volti a neutralizzare le difese contraeree nemiche limitando i rischi per altri velivoli in azione in territorio nemico.

## Velivoli SEAD
I velivoli impegnati in questo ruolo, localizzano le batterie anti-aeree missilistiche o d'artiglieria, classificandole in ordine di pericolosità, per poi distruggerne i radar di puntamento neutralizzando così la batteria.
In pratica l'aereo attira l'attenzione del nemico in modo da indurlo ad accendere i radar per localizzarli ed attaccarli.
Per distruggere i radar di puntamento vengono usati missili antiradar come l'AGM-88 HARM e l'ALARM.
Altri missili antiradar usati in passato erano l'AGM-45 Shrike e l'AGM-78 Standard.
Per distruggere la batteria si usano diversi tipi di armi aria-superficie, sono particolarmente adatte armi a saturazione d'area come bombe a grappolo o altre armi a submunizioni.
Recenti missili a lungo raggio con testata a submunizioni come l'AGM-154 JSOW sono molto adatti per le missioni SEAD perché sono a saturazione d'area ed hanno un raggio d'azione tale da esporre meno a rischi l'aereo lanciatore.

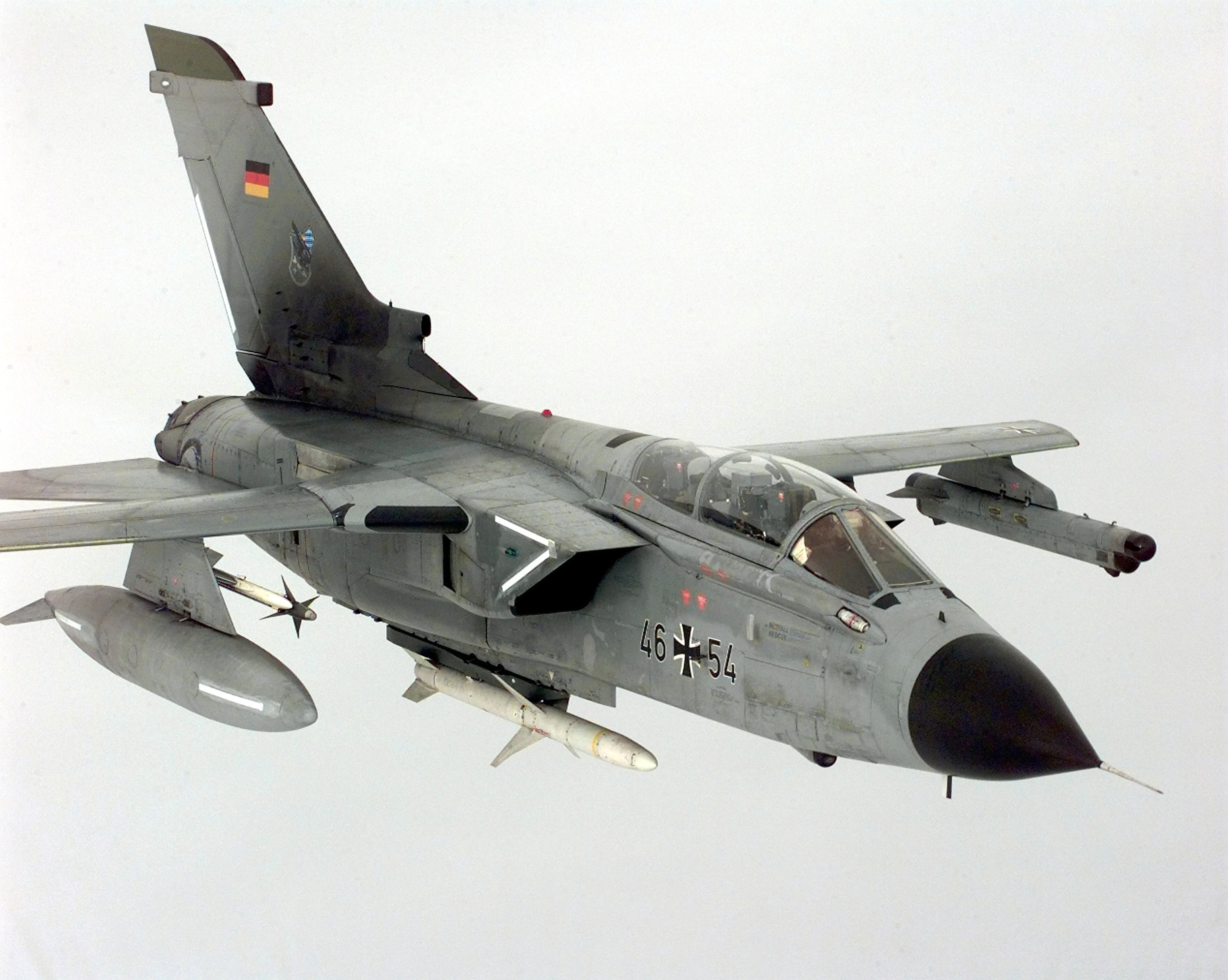
Tornado ECR tedesco della Luftwaffe.

Un'arma meno ottimale sono le bombe guidate, perché sono molto precise ed hanno un'ampia gittata ma devono essere guidate accuratamente sul bersaglio.
Per le missioni SEAD vengono in genere usati cacciabombardieri o aerei d'attacco al suolo con avionica dedicata per localizzare i radar ed armati con missili antiradar.
Nell'USAF sono state sviluppate versioni dedicate specificatamente per questo ruolo, soprannominate Wild Weasel, termine in seguito abbandonato a causa dell'arrivo dei caccia multiruolo, dalla grande flessibilità operativa, preferiti alle singole versioni altamente specializzate, per questioni di carattere economico.

## Stati Uniti d'America

### USAF

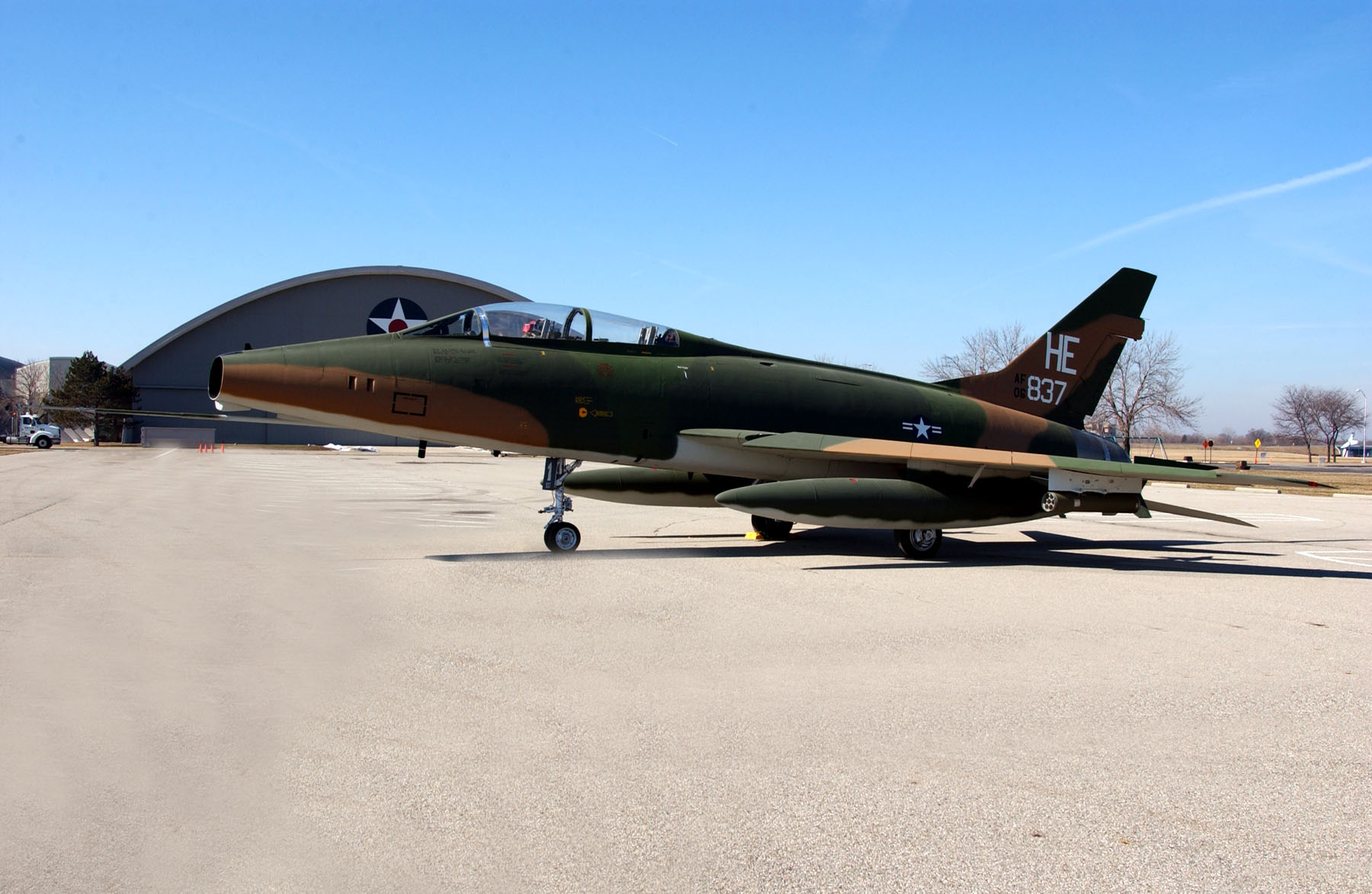
North American F-100F Super Sabre.

I primi aerei dedicati alle missioni SEAD a partire dall'autunno 1965 furono dei North American F-100F Super Sabre denominati Wild Weasel I, impiegati nella  guerra del Vietnam.
Gli F-100F Wild Weasel operavano assieme a cacciabombardieri  F-105D Thunderchief, di solito tre o quattro, i Wild Weasel avevano il compito di localizzare i radar e segnalarli con razzi fumogeni agli F-105 che li attaccavano con bombe ed i cannoni di bordo, spesso i Super Sabre partecipavano anche all'attacco.
Queste missioni per distruggere le batterie contraeree prima delle missioni d'attacco erano definite Iron Hand.
Le limitate velocità massima ed autonomia dell'F-100F, molto inferiori a quelle dell'F-105D, limitavano l'efficacia delle missioni, per cui l'USAF ordinò una nuova versione del Thunderchief progettata espressamente per questo ruolo.
Nel 1966 entrò in servizio una prima versione del Thunderchief dedicata alle missioni SEAD, l'F-105F Wild Weasel II, un biposto dotato di ricevitori radar d'allarme, pod ECM e missili AGM-45 Shrike e AGM-78 Standard. 86 F-105F vennero modificati in F-105F Wild Weasel II.
Nel 1970 entrò in servizio l'F-105G Wild Weasel III che aveva sistemi ECM incorporati e strumentazione del Weapon System Officer migliorata. 61 tra F-105F e F-105F Wild Weasel II vennero modificati in F-105G.
I Wild Weasel II e III vennero ampiamente impiegati durante la guerra del Vietnam.

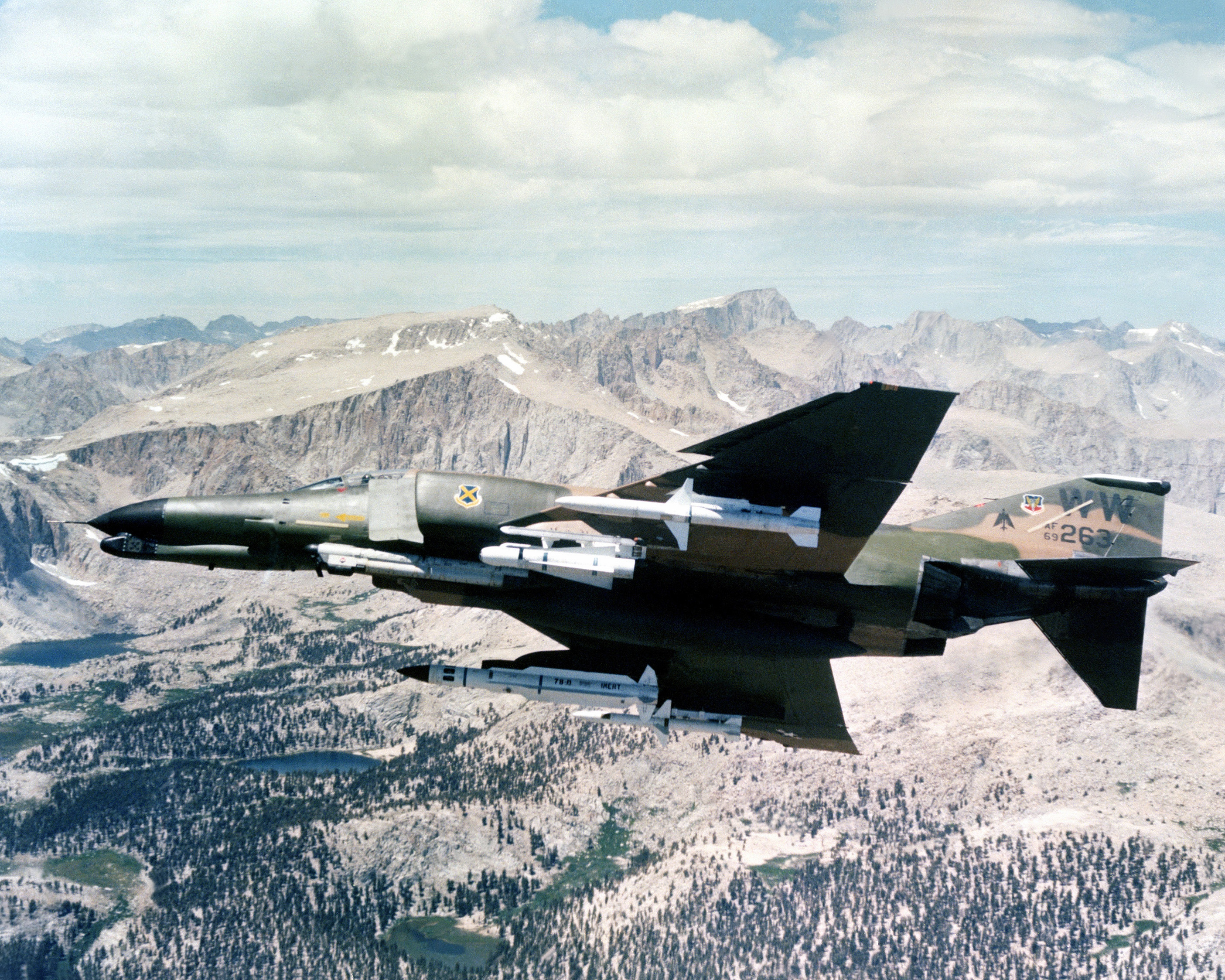
McDonnell Douglas F-4G Phantom II in versione Wild Weasel.

Nel 1972 36  McDonnell Douglas F-4C Phantom II vennero modificati ed armati con missili AGM-45 Shrike per impiegarli nelle missioni SEAD e denominati F-4C Wild Weasel IV.
Alcuni F-4C Wild Weasel IV vennero assegnati al 67th TFS sulla base di Ubon in Thailandia ed impegnati in missioni sul Vietnam del nord, rivelandosi utili ma meno efficaci degli F-105G Wild Weasel III che erano armati anche con missili AGM-78 Standard, nettamente superiori agli Shrike.
Nel 1978 entrò in servizio una versione del F-4 Phantom II dedicata alle missioni SEAD denominata F-4G Wild Weasel V, questi aerei erano armati con missili AGM-45 Shrike e AGM-78 Standard, in seguito vennero modificati per impiegare anche gli AGM-88 HARM. 116 F-4E vennero modificati in F-4G.
Gli F-4G erano in servizio in cinque TFS dell'USAF, i tre del 35th TFTW sulla George Air Force Base in California, l'81st TFS del 52nd TFW a Spangdahlem in Germania ed il 90th TFS a Clark nelle Filippine.
Il 35th TFTW è stato poi rinominato 37th TFW con codice di coda WW in riferimento al ruolo Wild Weasel.
Gli F-4G Wild Weasel V del 37 e 52th TFW vennero impiegati durante la guerra del golfo in missioni SEAD, un aereo del 52th TFW venne perso per esaurimento del carburante causato da danni ad un serbatoio dovuti all'artiglieria contraerea.
Dopo la guerra del golfo gli F-4G Wild Weasel V del 37th TFW vennero assegnati al 190th TFS del 124th TFW della Idaho Air National Guard sulla base di Boise.
Gli F-4G degli 81st TFS e 90th TFS vennero assegnati al 561st TFS del 57th TFW sulla base di Nellis in Nevada.
Gli F-4G Wild Weasel V sia del 190th TFS che del 561st TFS vennero più volte rischierati su basi in Arabia Saudita e Turchia ed impiegati in missioni di sorveglianza delle no-fly zones sull'Iraq finché vennero radiati nel 1996, ultimi tra tutti gli F-4 Phantom II.
Alcuni F-4G vennero convertiti in bersagli teleguidati.
Attualmente l'USAF impiega per le missioni SEAD una versione dell'F-16 Fighting Falcon denominata F-16CJ, che sono degli F-16 block 50D e block 52D in grado di impiegare i missili AGM-88 HARM prodotti a partire dal 1991.
In Europa il ruolo SEAD è attualmente ricoperto dagli 22nd e 23rd TFS del 52nd TFW di Spangdahlem, mentre l'81st TFS è stato riequipaggiato con  Fairchild-Republic A-10 Thunderbolt II.

### US Navy

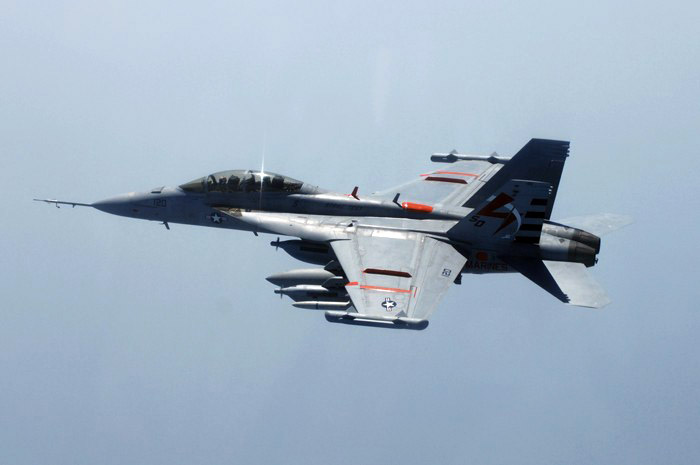
McDonnell Douglas EA-18G Growler.

Nell'US Navy l'aereo dedicato alle missioni SEAD è il  Grumman EA-6B Prowler che inizialmente era un aereo da guerra elettronica privo di armamento
Nel 1983 quindici Prowler sono stati modificati col programma Improved Capability II (ICAP II) per impiegare i missili AGM-88 HARM, in seguito sono stati prodotti altri 41 Prowler a questo standard.
I Prowler ICAP II sono stati impiegati durante Desert Storm.
Il Prowler è ormai obsoleto ed in via di sostituzione con gli EA-18G Growler, versione Wild Weasel dell'F/A-18F Super Hornet.
Nel 2011 erano già operativi due squadron su Growler, il VAQ-132 Scorpions ed il VAQ-141 Shadowhawks impiegati nelle operazioni New Dawn in Iraq ed Enduring Freedom in Afghanistan.
L'Us Navy prevede di completare la sostituzione dei Prowler entro il 2015.

## Unione Sovietica
Le tattiche sovietiche per le missioni SEAD prevedevano attacchi ben pianificati quasi contemporanei ai bombardieri, in netto contrasto alla maggiore libertà d'azione dei Wild Weasel occidentali.
I missili antiradar sovietici erano progettati per questi attacchi ed avevano in generale maggiore autonomia e potenza esplosiva rispetto agli equivalenti occidentali, quindi anche maggiori dimensioni e peso.
Questi missili antiradar sono:
- Kh-25 (AS-12 Kegler)
- Kh-28 (AS-9 Kyle)
- Kh-31 (AS-17 Krypton)
- Kh-58 (AS-11 Kilter)

I sovietici non svilupparono dei veri Wild Weasel, preferendo usare normali cacciabombardieri o aerei d'attacco modificati per usare missili antiradar, senza costituire reparti addestrati appositamente per queste missioni.
Questi aerei sovietici che possono essere parzialmente considerati dei Wild Weasel sono:
- Mikoyan MiG-25BM Foxbat F
- Mikoyan MiG-27D, K, ed M Flogger J
- Sukhoi Su-17M3 Fitter H
- Sukhoi Su-17M4 Fitter K
- Sukhoi Su-24MP Fencer F

Bombardieri strategici come i  Tupolev Tu-22M Backfire e i  Tupolev Tu-95 Bear possono impiegare missili antiradar a lungo raggio.

## Regno Unito
Durante la Guerra delle Falkland del 1982, alcuni bombardieri Avro Vulcan alla fine della carriera operativa parteciparono alle missioni di bombardamento Black Buck; alcuni tra loro, tra cui quello con matricola XM597 vennero modificati per portare i missili AGM-45 Shrike.

Il 3 giugno, durante la missione Black Buck 6, il Vulcan XM597, che peraltro non era riuscito a lanciare uno dei missili per un problema tecnico, per un guasto alla sonda di rifornimento in volo fu costretto ad un atterraggio di emergenza all'Aeroporto Internazionale Galaeo di Rio de Janeiro, con il missile armato che avrebbe potuto partire in qualunque momento verso il più vicino radar. L'equipaggio fu rimpatriato, e l'aereo fu internato fino al termine delle ostilità. Comunque la versione ufficiale brasiliana fu che il missile era un AIM-9 Sidewinder per autodifesa.
Durante la guerra del Golfo alcuni Tornado GR.1 della Royal Air Force vennero modificati per impiegare missili ALARM ed essere usati in missioni SEAD.
In seguito questi Tornado sono stati aggiornati portandoli alla versione GR.4

## Germania
La Luftwaffe impiega una versione Wild Weasel del Tornado denominata Tornado ECR in dotazione al JaBoG 32 (JagbomberGerschwader, gruppo cacciabombardieri) sulla base di Lechfeld.

## Italia

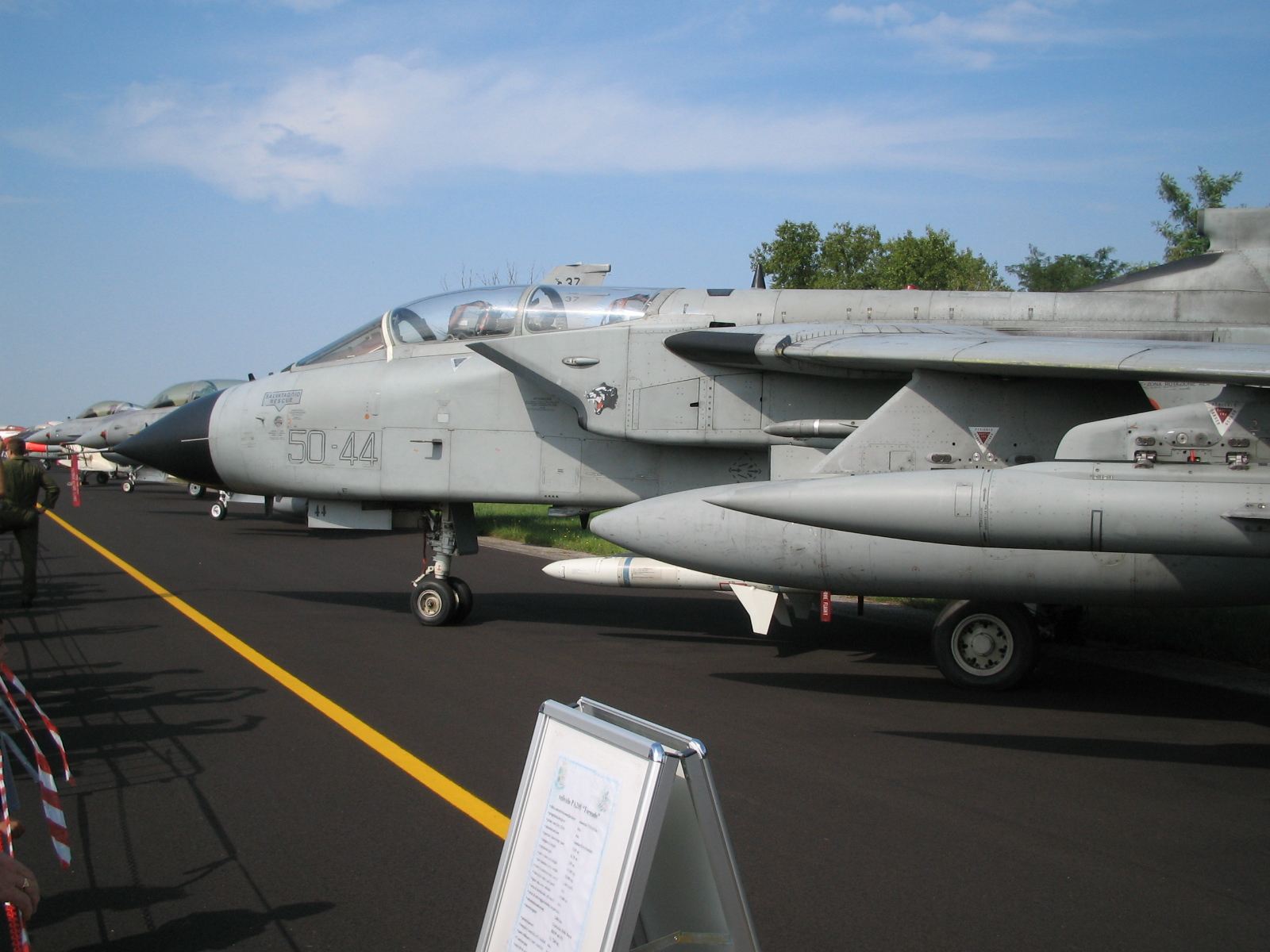
Tornado ECR dell'Aeronautica Militare.

Nell'Aeronautica Militare per le missioni SEAD alcuni Tornado IDS vennero modificati per impiegare i missili AGM-88 HARM e denominati Tornado IDS/HARM.
In seguito i Tornado IDS/HARM vennero sostituiti da 15 Tornado ECR ottenuti da conversioni di Tornado IDS ed attualmente in servizio nel 155º Gruppo ETS (Electronic Tactical Suppression) "Pantere nere" del 6º Stormo di base a Ghedi(Bs).
I Tornado IDS/HARM ed ECR sono stati impiegati nelle operazioni militari sui Balcani ed in Libia nell'estate del 2011.
Dopo la radiazione degli F-4G Wild Weasel V, l'unico aereo NATO progettato appositamente per le missioni SEAD è il Tornado ECR.